# Список озёр и водохранилищ Эстонии
Ниже представлен список наиболее крупных и известных озёр и водохранилищ Эстонии. Озёра Эстонии занимают около 5 % территории страны, всего их насчитывается более 1100, почти все они имеют ледниковое происхождение. По более точной информации, в Эстонии примерно 1200 естественных озер (имеющих площадь более одного гектара, то есть 0,01 км²) и они занимают 4,7 % площади страны.
Из тех озёр и водохранилищ Эстонии, что полностью находятся на её территории, лишь одно по-настоящему крупное — озеро Выртсъярв, имеющее площадь 269 км². Озеро Муллуту-Суурлахт во время максимальных паводков достигает 36 км², а площадь всех остальные озёр и водохранилищ Эстонии не превышает 10 км²: три имеют площадь от 5 до 10 км², все остальные — меньше.

## Список
Сортировка по умолчанию — по алфавиту. Также любой столбец можно отсортировать по алфавиту (по убыванию-возрастанию), нажав на чёрные треугольники в заглавии столбца.
| Название                                   | Площадь, км² | Глубина (сред./макс.), м | Фото | Комментарии, ссылки |
| ------------------------------------------ | ------------ | ------------------------ | ---- | --- |
| 2-й пруд-отстойник Нарвских электростанций | 2,906        | ? / ?                    |      | |
| Ахеру                                      | 2,34         | 3,4 / 7,4                |      | |
| Вагула                                     | 6,038        | 5,3 / 11,5               |      | |
| Вейсъярв                                   | 4,807        | 1,3 / 4                  |      | |
| Выртсъярв                                  | 269,19       | 2,7 / 6                  |      | Крупнейшее озеро Эстонии из тех, что находятся на территории страны полностью. |
| Кайавере                                   | 2,465        | 2,8 / 5                  |      | |
| Калли                                      | 1,76         | 1,1 / 1,4                |      | |
| Каруярв                                    | 3,456        | ? / 6                    |      | |
| Кахала                                     | 3,46         | 0,9 / 2,8                |      | |
| Кооса                                      | 2,813        | 1,2 / 1,9                |      | |
| Куремаа                                    | 3,984        | 5,9 / 13,8               |      | |
| Лавассааре                                 | 1,95         | 0,7 / 1                  |      | |
| Муллуту-Суурлахт                           | 14,4—36      | 1 / 2,1                  |      | Во время регулярных весенних паводков озеро сливается с близлежащими водоёмами и увеличивается таким образом в 2,5 раза. |
| Нарвское водохранилище                     | 191,4        | 1,8 / 15                 |      | Крупнейшее водохранилище Эстонии, однако оно не полностью принадлежит ей: 79,1 % площади относится к России. |
| Паункюла                                   | 4,472        | 3,4 / 8,7                |      | Крупнейшее водохранилище Эстонии из тех, что находятся на её территории полностью. Снабжает питьевой водой столицу страны. |
| Пюхаярв                                    | 3,09         | 4,3 / 8,5                |      | Находится на территории природного парка «Отепя». |
| Раку                                       | 1,11         | ? / ?                    |      | |
| Саадъярв                                   | 7,235        | 8 / 25                   |      | |
| Соодла                                     | 2,62         | 3,2 / 13                 |      | |
| Сутлепа                                    | 1,886        | 1,2 / 1,5                |      | Является прибрежной лагуной или реликтовым солёным озером, отделившимся от моря в начале XX века. С того времени в результате подъёма земной поверхности площадь озера уменьшилась примерно вдвое.                                    |
| Тамула                                     | 2,313        | 4,2 / 7,5                |      | |
| Тыхела                                     | 3,21         | 1,3 / 1,5                |      | |
| Хино                                       | 1,988        | 3,1 / 10,4               |      | |
| Чудско-Псковское озеро                     | 3555         | 7,1 / 15,3               |      | Крупнейшее озеро Эстонии, однако оно не полностью принадлежит ей: 55,8 % площади относится к России. Делится на три чётко различаемые части: Чудское, Псковское и Тёплое. 5-е по площади озеро Европы. Место Ледового побоища (1242). |
| Ыйсу                                       | 1,937        | 2,8 / 4,3                |      | |
| Эндла                                      | 2,844        | ? / 2,4                  |      | |
| Эрмисту                                    | 4,495        | 1,3 / 2,9                |      | |
| Юлемисте                                   | 9,444        | 2,5 / 4,2                |      | Озеро снабжает питьевой водой столицу страны. |